# Arseni Koresxenko
Arseni Nikoláievich Koreschenko, en ruso: Арсений Николаевич Корещенко (1870-1921) fue un compositor y músico ruso.
Arseni Koreschenko fue un destacado compositor y músico de finales del Imperio ruso con influencia en varias figuras de la música soviética. Destacó en su faceta de docente formando parte del profesorado del conservatorio de Moscú y de la Escuela Sinodal. Entre  sus obras destacan las óperas, Fiesta de Belsazar compuesta en Moscú en 1892, El palacio de hielo compuesta en 1900 y El ángel de la muerte, los entreactos para Los Troyanos y Ifigenia en Aulida; Escena poética; Cuento; Dos cuadros sinfónicos; Suite armenia; Escena lírica; Imágenes musicales para orquesta, así como otras diversas composiciones.

## Biografía
Arseni Nikoláievich Koreschenko nació el 6, en calendario juliano, o el 18, según el gregoriano, de diciembre de 1870 en Moscú, entonces Imperio Ruso. Estudió en el internado privado de Nikolái Zvérev. En 1884, ingresó en el Conservatorio de Moscú donde se graduó en 1891 con la distinción de "medalla de oro". Recibió clases particulares de Serguéi Tanéyev,  Antón Arenski y Pável Pabst.
Tras su graduación comenzó a trabajar como profesor en el mismo centro impartiendo enciclopedia musical y la armonía hasta 1894 cuando se dedicó a la crítica musical. En 1906, fundó su propia escuela donde enseñó piano sénior de 1906 a 1919. Se casó con la profesora de piano Elena Ivánovna Koreschenko y en 1919 el matrimonio se trasladó a Járkov en Ucrania para trabajar de profesor de piano y compositor en el Conservatorio de Járkov llegando a rector el mismo. Murió en esa ciudad el  6 de enero de 1921.

## Su obra
Los contemporáneos de Arseni Koreschenko reaccionaron de diferentes formas ante su trabajo, Aleksandr Glazunov lo recomendó la su obra de ballet El espejo mágico a la dirección de los teatros imperiales, pero tras el estreno la partitura fue criticada por la prensa especializada. A Serguéi Tanéyev se le atribuye, aunque no hay prueba de ello,  la frase de "De la música de Koreschenko // Los cachorros murieron en el patio." Sin embargo, para Vladímir Guiliarovski todos admiraban el "talento del joven compositor y pianista".

#### Ópera
- La fiesta de Belsasar, Op. 7 (1 acto, producida en Moscú en  1892)
- El Ángel de la muerte, Op. 10 (2 actos, basada en Mijaíl Lérmontov)
- El palacio de hielo, Op. 38 (basada en la obra de  Iván Lazhéchnikov; producida en Moscú en 1900)

#### Ballet
- La espejo mágico, Op. 39

#### Música incidental
- Las troyanas (Eurípides), Op. 15
- Iphigenia en Aulis (Eurípides), Op. 18

#### Obras corales
- Don Juan, cantata, Op. 5
- Canciones armenias, Op. 8
- Prologo para el 25º aniversario del conservatorio de Moscú, Op. 9
- Canciones armenias, Op. 13
- Canciones georgianas, Op. 27c
- Otro (Opp. 16, 29, 32, 37)

#### Para orquesta
- Barcarolle, Op. 6
- Un cuento, Op. 11
- Escena poética, Op. 12
- Dos bocetos sinfónicos, Op. 14
- Suite armenia, Op. 20  (También el arreglo para piano a cuatro manos)
- Escenas nocturnas, Op. 21
- Sinfonía n.º 1 Lyric, Op. 23
- Cuadro musical, Op. 27a

#### Conciertos
- Fantasía en re menor para piano y orquesta (o dos pianos), Op. 3  (publicado en 1895)

#### Para orquesta de cámara
- Cuarteto de cuerda.
- Dos piezas para violonchelo y piano, Op. 34  (?1898, ded. Anatoli Brandukov)  (1. Soneto de amor, la mayor;  2. Barcarolle, la menor)

### Piano
- Tres partes, Op. 1  (1893)  (1. Berceuse; 2. Étude; 3. Polonaise)
- Suite Armenia, Op. 20 (5 piezas)  (arreglo de la suite orquestal para dúo y solo del compositor, pub. 1897) (1. En el arroyo (Lento non troppo); 2. Scherzo (Allegro moderato); 3. Tempo di valse; 4. Danza armenia (Allegretto grazioso e non troppo); 5. Finale (Lesghinka) (Allegro ma non troppo))
- Escenas infantiles, Op. 22  (6 piezas, 1898, ded. Josef Hoffman)  (1. El ogro; 2. Petit scherzo; 3. Pequeña marcha; 4. lamento; 5. Minueto; 6. Vals napolitano)

- Cuatro partes, Op. 30 (1897) (1. Nocturno; 2. Gavota; 3. Rapsodia georgiana No. 1; 4. Rapsodia georgiana  No. 2)

- Partes características, Op. 40  (1904, ded. Aleksandr Goldenweiser)  (1. Preludio; 2. Intermezzo; 3. Aveu; 4. Barcarola; 5. Una página más de la memoria; 6. Cuestión dolorosa; 7. Improvisación)

- Piezas para piano, Op. 47  (1915)  (La no. 7 es un Impromptu, en La mayor)

- Other (Opp. 19, 33)

### Canciones
- Compuso alrededor de 80 canciones (Opp. 2, 26, 28, 31, 35, 36)